# جين كومستوك
جين كومستوك (بالإنجليزية: Gene Comstock)‏ هو مهندس أمريكي، ولد في 20 فبراير 1910 في تشيسابيك في الولايات المتحدة، وتوفي في 1 فبراير 1981 في هنغتينغتون في الولايات المتحدة.